# Saint-Nazaire (Gard)
Saint-Nazaire (okzitanisch: Sent Nazari) ist eine französische Gemeinde mit 1.297 Einwohnern (Stand: 1. Januar 2022) im Département Gard in der Region Okzitanien; sie gehört zum Arrondissement Nîmes und zum Kanton Pont-Saint-Esprit (bis 2015: Kanton Bagnols-sur-Cèze). 

## Geografie
Saint-Nazaire liegt etwa 46 Kilometer nordnordöstlich von Nîmes und etwa 15 Kilometer westnordwestlich von Orange. Umgeben wird Saint-Nazaire von den Nachbargemeinden Saint-Alexandre im Norden, Vénéjan im Osten, Bagnols-sur-Cèze im Süden sowie Saint-Gervais im Westen.

## Bevölkerungsentwicklung
| Jahr                       | 1962 | 1968 | 1975 | 1982 | 1990 | 1999 | 2006 | 2017 |
| Einwohner                  | 940  | 864  | 837  | 979  | 1008 | 1118 | 1147 | 1229 |
| Quellen: Cassini und INSEE |      |      |      |      |      |      |      |      |

## Sehenswürdigkeiten

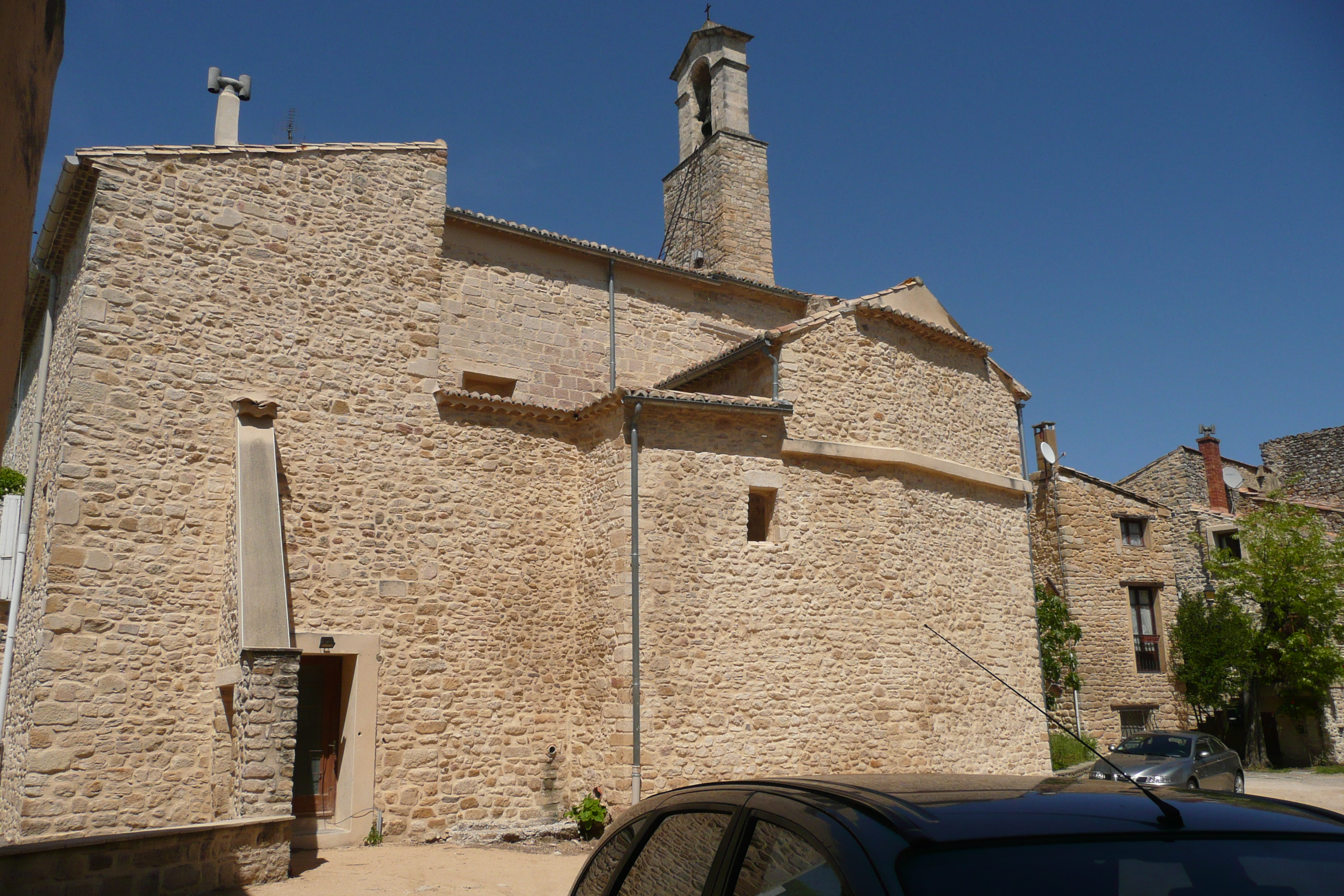
Kirche Saint-Nazaire

- Kirche Saint-Nazaire